# Taormina
Taormina (siciliansk: Taurmina, græsk: Ταυρομένιον Tauromenion, Latin: Tauromenium) er en lille by og kommune halvvejs mellem Messina og Catania på østkysten af den italienske ø Sicilien. Den ligger i omkring 200 meters højde, og har omtrent 11.000 indbyggere.
Taormina har været en turistdestination siden 1800-tallet. Blandt turistattraktioner er ruinerne af det græske Teater i Taormina samt Palazzo Corvaia, der er et middelalderligt palads fra 900-tallet.
Strandene, hvoraf den mest berømte er 'Isola Bella', kan nås via en kabinebane bygget i 1992 ud til Det Ioniske Hav, og via veje fra Messina i nord og Catania i syd.